# Luis María Zugazaga
Luís María Zugazaga Martínez (Sestao, 13 ottobre 1944) è un ex calciatore spagnolo.

## Carriera
Cresciuto nella cantera dell'Athletic Bilbao, esordisce con il Bilbao Athletic nella stagione 1964-1965. Nel corso dello stesso campionato viene promosso in prima squadra, debuttando in Primera División spagnola il 14 febbraio 1965 nella partita Atlético Madrid-Athletic (4-0). Milita quindi per sette stagioni con i rojiblancos con cui disputa 98 incontri (63 di campionato) e vince una Coppa del Re.
Nel 1971 passa al Deportivo La Coruña, con cui disputa altri due anni nel massimo campionato, retrocedendo poi tra i cadetti.
Conclude la carriera nel 1975 al Palencia.

## Palmarès

### Club

#### Competizioni nazionali
- Coppa di Spagna: 1

Athletic Club: 1969

#### Competizioni internazionali
- Pequeña Copa del Mundo: 1

Athletic Club: 1967